# WASP-26
Désignations
WASP-26 est un système stellaire binaire de la constellation de la Baleine.

## Caractéristiques
WASP-26 est un système stellaire binaire.

### WASP-26 A

#### L'étoile
WASP-26 A (1SWASP J001824.70-151602.3 ; TYC 5839-876-1) est une étoile naine jaune vieillissante sur le point de quitter la séquence principale.

#### Système planétaire
L'exoplanète WASP-26 b est un Jupiter chaud qui a été découverte autour de WASP-26 en 2010. La planète aurait une température d'équilibre de 1 660 ± 40 K, mais les températures mesurées sont légèrement plus élevées à 1 775 K et aucune différence notable n'existe entre le côté jour et le côté nuit de la planète. Une étude de 2011 utilisant l'effet Rossiter-McLaughlin n'a pas réussi à déterminer l'inclinaison de l'orbite planétaire par rapport au plan équatorial de l'étoile mère en raison d'un bruit stellaire élevé, mais une contrainte initiale de −34+36
 −26° a été publiée en 2012.
| Planète | Masse          | Demi-grand axe (ua) | Période orbitale (jours) | Excentricité | Inclinaison | Rayon            |
| ------- | -------------- | ------------------- | ------------------------ | ------------ | ----------- | ---------------- |
| b       | 1,02 ± 0,03 MJ | 0,040 0 ± 0,000 3   | 2,756 60 ± 0,000 01      | 0            | 82,5 ± 0,5° | 1,216 ± 0,047 RJ |

### WASP-26 B
WASP-26 B (1SWASP J001825.25-151613.8 ; USNO-B1 0747-0003869) est une naine rouge avec une température effective de 4 600 K et une magnitude apparente de 13,6. WASP-26 produit une grande quantité de lumière ultraviolette en raison de fréquentes éruptions, avec un flux ultraviolet moyen proche de celui de WASP-1. WASP-26 A et B ont une séparation angulaire de 15 secondes d'arc, ce qui correspond à une distance minimale de 3 800 ua entre les deux étoiles.